# Fear Street Part Three: 1666
Fear Street Part Three: 1666 är en amerikansk skräckfilm från 2021 i regi av Leigh Janiak, från ett manus skrivet av henne, Phil Graziadei, och Kate Trefry. Detta är den tredje och avslutande delen i hela Fear Street-trilogin, baserad på R.L. Stines bokserie med samma namn. De större rollerna spelas av Kiana Madeira, Ashley Zukerman, Gillian Jacobs, Olivia Scott Welch, Benjamin Flores Jr., och Darrell Britt-Gibson.
Filmen hade premiär på Netflix den 16 juli 2021, som den avslutande delen av Fear Street-trilogins tvåveckorspremiär. Man planerar även att göra en fjärde film av hela filmtrilogin.

## Rollista
- Kiana Madeira – Sarah Fier / Deena
  - Elizabeth Scopel – "Riktiga" Sarah Fier
- Ashley Zukerman – Solomon Goode / Nick Goode
  - Ted Sutherland – Unga Nick Goode
- Gillian Jacobs – Vuxna Ziggy / C. Berman
  - Sadie Sink – Constance / Ziggy Berman
- Olivia Scott Welch – Hannah Miller / Samantha Fraser
- Benjamin Flores Jr. – Henry Fier / Josh
- Darrell Britt-Gibson – Martin
- Randy Havens – George Fier
- Julia Rehwald – Lizzie / Kate
- Matthew Zuk – Alderman Goode / Borgmästare Will Goode
- Fred Hechinger – Isaac / Simon
- Michael Chandler – "Pastorn" Cyrus Miller
- Emily Rudd – Abigail / Cindy Berman
- Lacy Camp – Grace Miller / Mrs. Fraser
- McCabe Slye – Galne Thomas / Tommy Slater
- Jordana Spiro – Änkan / Mrs. Lane
- Jeremy Ford – Caleb / Peter
- Jordyn DiNatale – Ruby Lane
- Mark Ashworth – Jakob Berman
- Ryan Simpkins – Alice
- Todd Allen Durkin – Konstapel Kapinski